# 広島 昭和20年8月6日
『広島・昭和20年8月6日』（ひろしま しょうわにじゅうねんはちがつむいか）は、2005年8月29日にTBS系列で放送されたドラマ。広島の産業奨励館近くに住んでいた、とある4人の姉弟の昭和20年7月16日から8月6日までの20日間を描いた物語。平均視聴率は、関東地区では19.1％だったが、広島地区（RCC中国放送）では28％を記録した。2006年9月29日にも「再編集版」が放送された。TBS開局50周年記念企画「涙そうそうプロジェクト」のドラマ化第一弾番組でもある。
2006年、平成18年日本民間放送連盟賞テレビドラマ部門最優秀賞受賞。
なお、TBS系列の無い秋田県では日本テレビ系の秋田放送で2005年12月31日（大晦日）に放送された。

## あらすじ
2005年夏、広島平和記念公園で、ある原爆語り部の老紳士が修学旅行の高校生達に、“教科書には載っていない60年前の戦争の事”を語り始める。それは原爆ドームの近くに住んでいた3姉妹の話だった。
60年前の広島。矢島家の長女・志のぶは死んだ親から継いだ天神町の旅館を営んでいた。彼女の家族は小学校の代用教員をしている次女・信子、女学生の三女・真希、長男で末っ子の年明の4人家族。心優しい年明は捨て犬を拾い姉達に飼う事を許可され、その犬は5番目の家族だということでゴローと名付けられた。そんな中、年明が学校で教師から怒りを買い、強制される形で少年飛行兵に志願する。信子は反対するが決まった事なので止められなかった。翌日、年明は出征し去っていく。その後、志のぶに3年前出征した恋人の重松から手紙が届く。信子は建物疎開で毎日働いている教え子たちを不憫に思い、無断で海岸へ連れ出してしまうが軍法違反の罪で逮捕されてしまった。志のぶは知り合いの将校に頼みなんとか信子を釈放してもらう。真希は勤労奉仕先の工場で教官から差別されている朝鮮人の美花を連れ逃げ出す。美花も真希もバレリーナになる夢を持っていた。信子がかねてからの恋人で産業奨励館に勤務する大原からのプロポーズを受け、結婚が決まる。志のぶが説得し、真希たちは再び工場に戻れるようになった。そんな折、志のぶの元へまた重松から手紙が届く。8月6日の午前9時に戻ると伝えるそれは同時に結婚を申し込むものでもあり、彼女は涙して喜ぶ。
8月6日朝、遂に重松に会える日がきた。天気も良く、志のぶは良い気分だ。信子は妊娠したことを伝えに大原の勤める産業奨励館へ、真希は志のぶが作ってくれたバレエシューズを大切そうに抱えて2人揃って元気よく出かけた。3人はようやくそれぞれの幸せをつかみ始めたかに思えたが、残酷なことに運命の時は確実に迫りつつあった。そして午前8時15分、広島に閃光が走った。
汽車の中で一命を取り留めた重松は、原爆がもたらした黒い雨が降りしきる中、変わり果てた広島を歩き回った。がれきの中から自分が志のぶに手渡した懐中時計を見つけたその瞬間、重松は志のぶがあとかたもなく消え去ってしまったことを悟り、ただただ泣き叫ぶだけだった。信子は産業奨励館の瓦礫の下敷きになって死亡した。真希は原爆の熱で全身が真っ黒に焦げ、眼もつぶれて死亡した。原爆が3人の夢を一瞬にして奪ってしまったのだ。
それから60年。出征したがために矢島家でただ一人生き残り原爆語り部となった年明は、残酷極まりない原爆によって一瞬のうちに命を落とした3人の姉のことを偲びながらこう話した。「平和記念公園の原爆死没者慰霊碑には『安らかに眠ってください。過ちは繰り返しませぬから』という戦没者への誓いの言葉があるが、私たちは本当にこれを守れているだろうか。いかなる戦争も嫌だとはっきり言うこと、それが私たちにできるたった一つのことじゃないか……」と。

## 出演者
矢島 志のぶ
演 - 松たか子
矢島 信子
演 - 加藤あい
矢島 真希
演 - 長澤まさみ
大原 靖秀
演 - 玉山鉄二
矢島 年明
演 - 冨浦智嗣（幼年期）、西田敏行（老年期）
金田 美花
演 - 深田あき
郵便配達人
演 - 泉谷しげる
被服工場の教官
演 - 甲本雅裕
広瀬将校
演 - 石丸謙二郎
衛兵
演 - 光石研
真希の同級生
演 - 森田このみ
高校生
演 - 府金重哉
重松 道昭
演 - 国分太一（特別出演）
その他
演 - 河野洋一郎、西村淳二、温水洋一、ト字たかお、二反田雅澄、春延朋也、本多晋、藤山信雄、松美里杷、唐木ちえみ、五十嵐奈生、笹山都築、磯沙智代、大野菜摘、岡田慶太、後藤果萌、斉藤楓、酒井一政、酒井政光、タモト清嵐、中島健太、安田望
稲川素子事務所、芸プロ、劇団いろは、劇団ひまわり、劇団東俳、テアトルアカデミー、ジョビィ・キッズ、宝映テレビプロダクション、ホリプロインプルーブメントアカデミー

## 再編集版
- 放送日：2006年9月29日 21:00-23:00
- 内容：前回放送分の編集版。2人が被服工場の教官に追われて中国人街を逃げ回るやや長めのシーンなどがカットされ（後者については、初回放送時に「当時の広島には中国人街は存在しない」との指摘があった）、真希と美花が信子の結婚式中にバレエを踊るシーンなどが追加された。EDについても、初回放送分は被爆者の遺体や治療中の写真を使用した「原爆投下後のヒロシマ」の悲惨さを印象付けさせるものであったが、再編集版ではドラマの名場面を使用したものに変更され、背景の色も初回放送時の黒色から白色へ変更されている。

## スタッフ
- 脚本：遊川和彦
- 編成：山田康裕
- 番宣：清水雅哉、秋山真人
- スタント：タカハシレーシング
- 主題歌：「涙そうそう」（ビクターエンタテインメント）
  - 作詞：森山良子
  - 作曲：BEGIN
  - 唄：夏川りみ
- 制作：八木康夫
- プロデューサー：那須田淳
- 演出：福澤克雄

## DVD
- 『広島・昭和20年8月6日』2006年8月2日発売 ￥6,090円（税込）